# Georgien i olympiska vinterspelen 1994
Georgien deltog med fem deltagare vid de olympiska vinterspelen 1994 i Lillehammer. Ingen av landets deltagare erövrade någon medalj.

## Alpin skidåkning
- Levan Abramishvili
- Zurab Dzhidzhishvili

## Rodel
- Kakha Vakhtangishvili
- Levan Tibilov

## Backhoppning
- Kakha Tsakadze